# Asociación Atlética La Mona 44
La Asociación Atlética La Mona 44 es una institución deportiva de la ciudad de Perico, en la Provincia de Jujuy. Fue fundada el 11 de enero de 2001 y su principal actividad es el fútbol. Su nombre es una combinación impuesta por sus fundadores, en homenaje al cantante cordobés Carlos "La Mona" Jiménez y al aniversario de fundación del Club Atlético Talleres, institución insignia de la ciudad de Perico y de la cual sus fundadores eran simpatizantes, al igual que del citado cantante cordobés. Desde 2021, está afiliada a la Liga Jujeña de Fútbol.
En el año 2022 cobró notoriedad en el ámbito futbolístico del Jujuy, al consagrarse campeón de la Copa homónima, al derrotar en la final a su vecino deportivo, el Club Atlético Talleres, habiendo previamente eliminado en cuartos de final al Club de Gimnasia y Esgrima de la capital jujeña, campeón de la edición previa de dicha copa. Tal consagración le valió la posibilidad de disputar la final de la Copa Norte frente al Club Villa San Antonio, ganador de la Copa Salta, y la clasificación al Torneo Regional Federal Amateur 2022-23.
Actualmente no posee estadio propio, por lo que suele ejercer de local en el Estadio Doctor Plinio Zabala de su vecino Talleres, o bien en el Estadio 23 de Agosto de Gimnasia y Esgrima de Jujuy.

## Historia
Un 11 de enero de 2001, un grupo de amigos del Barrio La Paz de Perico, aficionados al cantante cordobés de cuarteto Carlos "La Mona" Jiménez y a su vez, simpatizantes todos del Club Atlético Talleres de dicha ciudad, decidieron encontrarse con la finalidad de dar forma a un equipo propio de fútbol, siempre homenajeando a sus dos grandes pasiones: La música de La Mona y el Club Talleres. Conocidos por sus apodos Luisa, Bubu, Puchero, el Negro Yuca, Charles, Chipi, Kokena, Masche y Lito, ese día sentaron las bases del nuevo equipo al cual bautizaron Asociación Atlética La Mona 44. El nombre del club, claramente era un homenaje al cantante cuartetero cordobés, en el que además se incorporaba la cifra "44", en alusión al año 1944, fundacional del Club Talleres, al cual también rendían homenaje y pretendían emular. Otro símbolo que representaba el homenaje al llamado "Expreso Azul", eran los colores de la camiseta de este equipo, adoptando también el azul Francia y el blanco. Si bien, el objetivo era el de mostrarse ante la sociedad como una institución capaz de emular al representativo local, la falta de presupuesto los llevó inicialmente a disputar las Ligas Barriales, con el fin de lograr el objetivo del profesionalismo. Tal objetivo terminó llegando en el año 2021, con su afiliación a la Liga Jujeña de Fútbol, convirtiéndose en el segundo representante de la ciudad de Perico.

## Apodos
Dado el contexto de su fundación, a los hinchas se los conoce como "Los Monos", o bien "Moneros", debido a la afinidad de sus fundadores con el músico cordobés La Mona Jiménez, quien inspiró el nombre del club.

## Datos del Club

### Participaciones enTorneo Regional Federal Amateur
| Año     | Ronda     | PJ | PG | PE | PP | GF | GC | DG | Posición     |
| ------- | --------- | -- | -- | -- | -- | -- | -- | -- | ------------ |
| 2022-23 | 3.ª Ronda | 8  | 2  | 2  | 4  | 5  | 12 | -7 | Eliminado    |
| 2023-24 | -         | -  | -  | -  | -  | -  | -  | -  | Por disputar |

## Palmarés

### Torneos provinciales oficiales
- Copa Jujuy: 1 (2022)[10]
- Liga Departamental del Fútbol de El Carmen: 1 (2023)